# Никандар Псковски
Никандар Псковски, Никандар Пустиножитељ (рођ. Никон Псковски; 24. јула 1507 — 24. септембра 1581 -1582.) — руски православни монах, оснивач Никандрово Свато-Благовесенске пустиње.
Помиње се као чудотворац, преподобни Руске православне Цркве 24. септембра (дан смрти), 25. марта (храмовни празник Никандрова пустиња), 29. јуна (проналажење моштију) и у Сабору Псковских светитеља.

## Биографија
Рођен је 24. јула 1507. године у породици сељака Филипа и Анастасије у селу Виделебје у Псковској области, крштен је као Никон.
Како прича његово житије, „Никон није волео игре карактеристичне за његову младост, ни лепу одећу, није учествовао у беспосленим разговорима, увек је носио једноставну одећу, волео је духовно сиромаштво и чистоту срца, непрестано је ратовао са непријатеља рода људског, припремајући се на тај начин за будуће, још веће духовне подвиге“. У међувремену, његов отац је преминуо. Сам се посветио проучавању Светог писма.
Са седамнаест година убедио је мајку да део свог имања поклони сиромасима, део да поклони цркви и да напусти сујетни свет. Дошавши у један женски манастир, Анастасија се тамо постригла и убрзо умрла.
Затим је отишао у град Псков, обишао све цркве и манастире који су тамо били, посетио и околне манастире и коначно стигао до места обележених подвизима Светих Ефросиније и Саве. Након тога се вратио у Псков. Тамо га је дочекао побожни човек по имену Филип и одвео га у свој дом. Видевши Никонову жељу да разуме Свето Писмо, Филип га је послао да учи код неког ђакона, познатог по знању и мудрости.

## Канонизација и поштовање
1686. године, по налогу патријарха Јоакима, остаци монаха су прегледани и пронађени нетрулежни. У исто време састављено је његово житије и састављена његова служба.
Патријарх Јоаким је, размотривши живот и службу монаха, наредио да се слави његов спомен на храмовни празник манастира (то јест, на празник Благовести), а такође и 24. септембра — на дан његове смрти.